# Sovetabad (ort i Azerbajdzjan)
Sovetabad (azerbajdzjanska: İyirmi Altı Bakı Komissarı) är en ort i Azerbajdzjan.   Den ligger i distriktet Nefttjala, i den sydöstra delen av landet, 130 km söder om huvudstaden Baku. Antalet invånare är 4 308.
Terrängen runt Sovetabad är mycket platt. Närmaste större samhälle är Neftçala, 5,3 km nordost om Sovetabad.
Trakten runt Sovetabad består i huvudsak av gräsmarker.